# Коунмо Тауншип (округ Індіана, Пенсільванія)
Коунмо Тауншип (англ. Conemaugh Township) — селище (англ. township) в США, в окрузі Індіана штату Пенсільванія. Населення — 2060 осіб (2020).

## Демографія
Згідно з переписом 2010 року, у селищі мешкали 2294 особи в 946 домогосподарствах у складі 675 родин. Було 1022 помешкання
Расовий склад населення:
| - 99,1 % — білих - 0,3 % — азіатів - 0,2 % — корінних американців |

До двох чи більше рас належало 0,3 %. Частка іспаномовних становила 0,5 % від усіх жителів.
За віковим діапазоном населення розподілялося таким чином: 19,9 % — особи молодші 18 років, 61,7 % — особи у віці 18—64 років, 18,4 % — особи у віці 65 років та старші. Медіана віку мешканця становила 45,4 року. На 100 осіб жіночої статі у селищі припадало 104,1 чоловіків;  на 100 жінок у віці від 18 років та старших — 104,1 чоловіків також старших 18 років.
Середній дохід на одне домашнє господарство  становив 62 796 доларів США (медіана — 50 069), а середній дохід на одну сім'ю — 70 065 доларів (медіана — 57 500). Медіана доходів становила 46 169 доларів для чоловіків та 32 196 доларів для жінок. За межею бідності перебувало 10,1 % осіб, у тому числі 17,3 % дітей у віці до 18 років та 9,9 % осіб у віці 65 років та старших.
Цивільне працевлаштоване населення становило 1080 осіб. Основні галузі зайнятості: виробництво — 20,1 %, освіта, охорона здоров'я та соціальна допомога — 17,8 %, роздрібна торгівля — 12,9 %, будівництво — 9,7 %.